# Junior
Junior (Юниор, Джуниор) — шахматная программа, созданная программистами Израиля Амиром Баном и Шаем Бушинским.
Гроссмейстер Борис Альтерман помогал в её выпуске, в особенности в работе над дебютной книгой. Версия под названием Deep Junior разработана для многопроцессорной системы.

## Особенности
По словам Бушински, одно из новшеств Junior по сравнению с другими шахматными программами — способ расчёта ходов. Junior засчитывает стандартные, обычные ходы как два хода, а неординарные и «интересные» ходы - как один ход или даже меньше. Таким образом, нестандартные варианты анализируются глубже, чем стандартные линии.
Другой подход, декларируемый его проектировщиками — учёт «поведения противника»: Junior способен делать ходы, которые являются объективно не самыми сильными, но в дальнейшем провоцируют противника на слабые ходы.

## Результаты
Junior выиграл Чемпионаты мира по шахматам среди микрокомпьютерных программ (WMCCC) в 1997 и 2001 годах, и Чемпионаты мира по шахматам среди компьютерных программ (WCCC) в 2002, 2004 и 2006 годах, организованные Международной ассоциацией компьютерных игр.
В 2003 году Deep Junior участвовал в матче из 6 партий против Гарри Каспарова, закончив его с ничейным результатом 3—3. В декабре 2006 года он выиграл матч у Теймура Раджабова.
В июне 2007 года Deep Junior выиграл «бесконечный компьютерный шахматный вызов», организованный ФИДЕ, победив в матче Deep Fritz со счётом 4—2. Эти программы были выбраны из числа участников Чемпионата мира по шахматам среди компьютерных программ, проводившегося в то же время, но выигранного Rybka.